# ディエンビエン県
ディエンビエン県（ディエンビエンけん、ベトナム語：Huyện Điện Biên / 縣奠邊?）は、ベトナム社会主義共和国ディエンビエン省の県。面積は1,395.99 km²、人口は93,850人（2018年）である。

## 行政区画
21社から構成される。